# Biobessa lata
Biobessa lata är en skalbaggsart som beskrevs av Stefan von Breuning 1956. Biobessa lata ingår i släktet Biobessa och familjen långhorningar.
Artens utbredningsområde är Kenya. Inga underarter finns listade.